# جان گودارد (بازیکن فوتبال)
جان گودارد (انگلیسی: John Goddard؛ زادهٔ ۲ ژوئن ۱۹۹۳) بازیکن فوتبال اهل بریتانیا است.
از باشگاه‌هایی که در آن بازی کرده‌است می‌توان به باشگاه فوتبال ووکینگ، باشگاه فوتبال ردینگ، باشگاه فوتبال هیز و یدینگ یونایتد، و باشگاه فوتبال سوئیندون تاون اشاره کرد.
وی همچنین در تیم ملی فوتبال England C بازی کرده‌است.